# ドン・ムラコ
ドン・ムラコ（"The Magnificent" Don Muraco、本名：Donald Muraco、1949年9月10日 - ）は、アメリカ合衆国の元プロレスラー。ハワイ州オアフ島のサンセット・ビーチ出身。
1980年代前半を全盛期に、主戦場のWWFにてボブ・バックランド、ペドロ・モラレス、ジミー・スヌーカ、ハルク・ホーガン、リッキー・スティムボートらトップスターと抗争を展開した。

## 来歴
ハワイでは学生時代にレスリングやアメリカンフットボールで実績を築く一方、サーフィンの名手としても知られたという。1970年、オレゴンやワシントンなど太平洋岸北西部を拠点とするNWAのパシフィック・ノースウエスト・レスリングにて、ドン・モロー（Don Morrow）の名義でデビュー。
その後、ドン・ムラコ（Don Muraco）のリングネームでバーン・ガニアのAWAにてキャリアを積み、1971年11月には、当時AWAと提携していた国際プロレスに初来日（来日時の表記はドン・モロッコ）。シングルマッチではミスター珍と寺西勇からは勝利を収めたが、サンダー杉山と大剛鉄之助には敗退した。
AWAでは若手のベビーフェイスとしてビル・ロビンソンのパートナーにも起用され、ニック・ボックウィンクル&レイ・スティーブンスが保持していたAWA世界タッグ王座に挑戦、テキサス・アウトローズとも対戦した。また、後に名勝負を繰り広げることになるラニ・ケアロハことジミー・スヌーカとも度々タッグを組んだ。
1974年からはカリフォルニアの各テリトリーを転戦し、ロサンゼルスでは1975年5月2日、前王者グレッグ・バレンタインの返上で空位となっていたNWAアメリカス・ヘビー級王座をトーナメントに優勝して獲得。サンフランシスコでは1976年3月24日、同地区認定のNWA世界タッグ王座をペドロ・モラレス&パット・パターソンから奪取した。デビュー以来ベビーフェイスのポジションにいたが、サンフランシスコではヒールターンを行い、同じハワイ出身のミスター・フジやマサ斎藤ともタッグを組んでいる。
1977年はニュージーランドに遠征し、ジョン・ダ・シルバを下して英連邦ヘビー級王座を獲得、同郷の大先輩キング・カーティス・イヤウケアともタイトルを争った。同年7月には全日本プロレスに来日している。1978年4月1日には古巣のサンフランシスコにて、フラッグシップ・タイトルのUSヘビー級王座をディーン・ホーから奪取。地元のハワイではベビーフェイスに戻り、同年6月21日にバディ・ローズ、9月20日にトーア・カマタを破り、NWAハワイ・ヘビー級王座を2回獲得した。ハワイでは9月にジョン・スタッドからパシフィック・インターナショナル・ヘビー級王座を奪取したともされる。
1979年より南部のフロリダ地区（エディ・グラハム主宰のチャンピオンシップ・レスリング・フロム・フロリダ）を主戦場に、ハワイのビーチにたむろするごろつきをイメージしたヒールとなって活動。ソニー・キングをマネージャーに迎え、6月6日にジョー・ルダックと組んでスティーブ・カーン&マイク・グラハムからUSタッグ王座を奪取。以降、10月の全日本プロレスへの再来日を経て、1980年3月26日にはマニー・フェルナンデスを下してNWAフロリダ・ヘビー級王座を獲得している。その後もフロリダではサー・オリバー・フンパーディンクをマネージャーに、ダスティ・ローデスをはじめジャック・ブリスコやバグジー・マグローと抗争を展開した。
1981年よりWWFに登場して、3月にはWWFとの提携ルートで新日本プロレスに初参戦。3月9日に愛知県体育館にて坂口征二の北米ヘビー級王座に挑み、タッグではタイガー・ジェット・シンのパートナーとなって、3月20日に会津にて坂口&長州力の北米タッグ王座に挑戦した。WWFではキャプテン・ルー・アルバーノをマネージャーに迎え、ザ・マグニフィセント・ムラコ（The Magnificent Muraco）を名乗り、6月20日にフィラデルフィアでペドロ・モラレスからWWFインターコンチネンタル・ヘビー級王座を奪取、第4代王者となった。

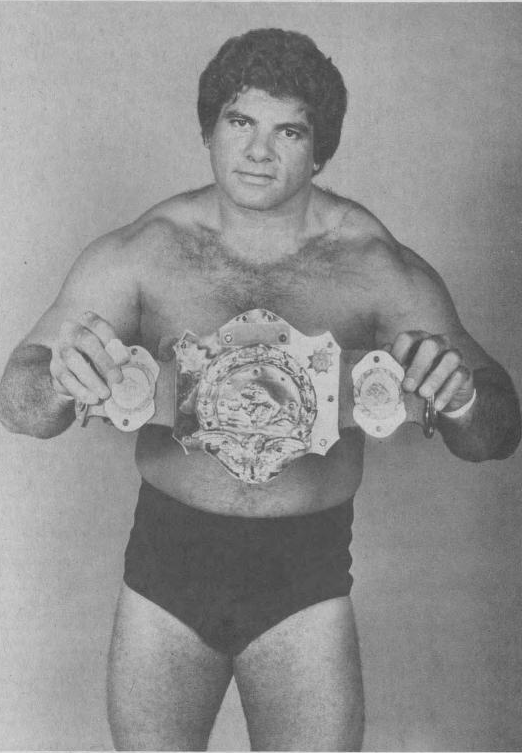
WWFインターコンチネンタル王者時代（1981年）

同年8月24日には2冠王を狙い、ニューヨークのマディソン・スクエア・ガーデンでボブ・バックランドのWWFヘビー級王座に挑戦、60分時間切れ引き分けの死闘を演じている。1982年は新日本プロレスに再来日して、3月に開幕したMSGシリーズの第5回大会に出場。総当たりリーグ戦において、アントニオ猪木、藤波辰巳、ラッシャー木村、キラー・カーン、アンドレ・ザ・ジャイアント、ディック・マードック、マスクド・スーパースター、トニー・アトラス、アイアン・シークらと対戦した。
インターコンチネンタル王座は1981年11月23日にモラレスに奪還されていたが、1983年1月22日にMSGで再びモラレスを破り王座奪回に成功。以降、1984年2月11日にティト・サンタナに敗れるまで、1年近くに渡ってタイトルを保持した。この間、1983年10月17日にMSGで "スーパーフライ" ジミー・スヌーカを相手にスチール・ケージ・マッチによる防衛戦を行う。ケージ最上段からのスヌーカのスーパーフライ・スプラッシュを真っ向から受け止めたこの試合は、会場で観戦していたミック・フォーリーに大きな衝撃を与え、彼がプロレスラーを目指すきっかけとなった（後の2004年、ムラコがWWE殿堂に迎えられた際のインダクターはフォーリーが務めた）。
以降もWWFに定着し、1984年にビンス・マクマホン・ジュニアの新体制下でスタートした全米侵攻にもヒールの重要な戦力として参加。サンフランシスコでも共闘していたミスター・フジを新しいマネージャーに迎え、新WWF世界王者ハルク・ホーガンに挑戦する一方、1985年からはリッキー "ザ・ドラゴン" スティムボートと抗争。1986年にはカウボーイ・ボブ・オートンと組んでタッグ戦線にも進出した。
1987年、オートンとの仲間割れ後、ブッチ・リードとワンマン・ギャングに襲撃されたスーパースター・ビリー・グラハムを助けてベビーフェイスに転向。以後、その岩石のような肉体からザ・ロック（The Rock）をニックネームに、グラハムをマネージャーに迎えて再起を図る。同年11月26日に開催されたサバイバー・シリーズの第1回大会では、ポール・オーンドーフ、ケン・パテラ、バンバン・ビガロと共に、旧敵ハルク・ホーガンとチームを結成した。しかし1988年、WWFを解雇される（欧州遠征中、ロード・エージェントのニック・ボックウィンクルとトラブルを起こしたことが原因とされる）。
その後はカルガリーのスタンピード・レスリングに登場し、1988年12月9日にマッカン・シンを破って北米ヘビー級王座を獲得。翌1989年1月には全日本プロレスに久々に来日した。以降は末期のAWAや各地のインディー団体を経て、1992年より旗揚げ間もないECWに参戦。10月24日に因縁のジミー・スヌーカからECW世界ヘビー級王座を奪取し、ティト・サンタナやサンドマンともタイトルを争った。1994年には赤鬼（Aka Oni）なる覆面レスラーとしてWARにも来日している（パートナーの「青鬼」はタイガー戸口）。
2003年の引退後は、地元のハワイで新団体HCW（Hawai'i Championship Wrestling）の設立に参画。2006年まで同団体の運営部長とコミッショナーを務めた。
2004年3月13日、WWE殿堂に迎えられた。2007年に元マネージャーのミスター・フジが殿堂入りを果たした際は、ムラコがフジのインダクターを担当した。

## 追記
- 巧みなマイクパフォーマンスのスキルの持ち主であり、ザ・ロックは影響を受けたヒールとして、ロディ・パイパーらと共にムラコの名前を挙げていた（なお、ムラコがWWFで名乗っていたニックネームのひとつが "ザ・ロック" である）[1]。1981年には業界誌『レスリング・オブザーバー』の "Best Heel" に選出された。
- 観客の心理操作を通して試合を盛り上げていく選手だったため、言葉の通じない日本マットでは真価を発揮することができなかった。WWFを共にサーキットしたキラー・カーンは「アメリカでの彼はこんなもんじゃない」などとムラコの日本での過小評価ぶりに異を唱えていた。
- 1987年にWWFでベビーフェイスに転向した際、ショートタイツの色を黒から青に一新させたため、レスラー仲間からは「ビッグ・ブルー」と呼ばれていた[34]。

## 得意技
- エイジアティック・スパイク（Asiatic Spike） - 親指で相手の咽喉を攻撃するチョーク・ホールド
- ハワイアン・ハンマー（Hawaiian Hammer） - ツームストーン・パイルドライバー
- ニー・リフト
- ブレーンバスター

## 獲得タイトル
ジョージア・チャンピオンシップ・レスリング
- NWAメイコン・タッグ王座：1回（w / ロバート・フラー）[40]

NWAハリウッド・レスリング
- NWAアメリカス・ヘビー級王座：1回[9]

NWAサンフランシスコ
- NWA USヘビー級王座（サンフランシスコ版）：1回[14]
- NWA世界タッグ王座（サンフランシスコ版）：1回（w / インベーダー1号）[10]

NWAニュージーランド
- NWA英連邦ヘビー級王座：1回[12]

NWAミッド・パシフィック・プロモーションズ
- NWAハワイ・ヘビー級王座：3回[15]
- NWAパシフィック・インターナショナル・ヘビー級王座：1回[16]

チャンピオンシップ・レスリング・フロム・フロリダ
- NWAフロリダ・ヘビー級王座：1回[19]
- NWAフロリダTV王座：1回[41]
- NWA USタッグ王座（フロリダ版）：1回（w / ジョー・ルダック）[17]

スタンピード・レスリング
- スタンピード北米ヘビー級王座：1回[35]

イースタン・チャンピオンシップ・レスリング
- ECW世界ヘビー級王座：2回[37]

WWF / WWE
- WWFインターコンチネンタル・ヘビー級王座：2回[24][25]
- WWE殿堂：2004年度（インダクターはミック・フォーリー）[1]

## マネージャー
- ソニー・キング
- サー・オリバー・フンパーディンク
- キャプテン・ルー・アルバーノ
- ミスター・フジ
- スーパースター・ビリー・グラハム